# Millau
Millau är en stad och kommun i departementet Aveyron i regionen Occitanien i södra Frankrike. Kommunen är chef-lieu för kantonerna Millau-Est och Millau-Ouest och arrondissementet Millau. År 2022 hade Millau 21 859 invånare. Utanför staden ligger Millaubron över floden Tarn.

## Galleri

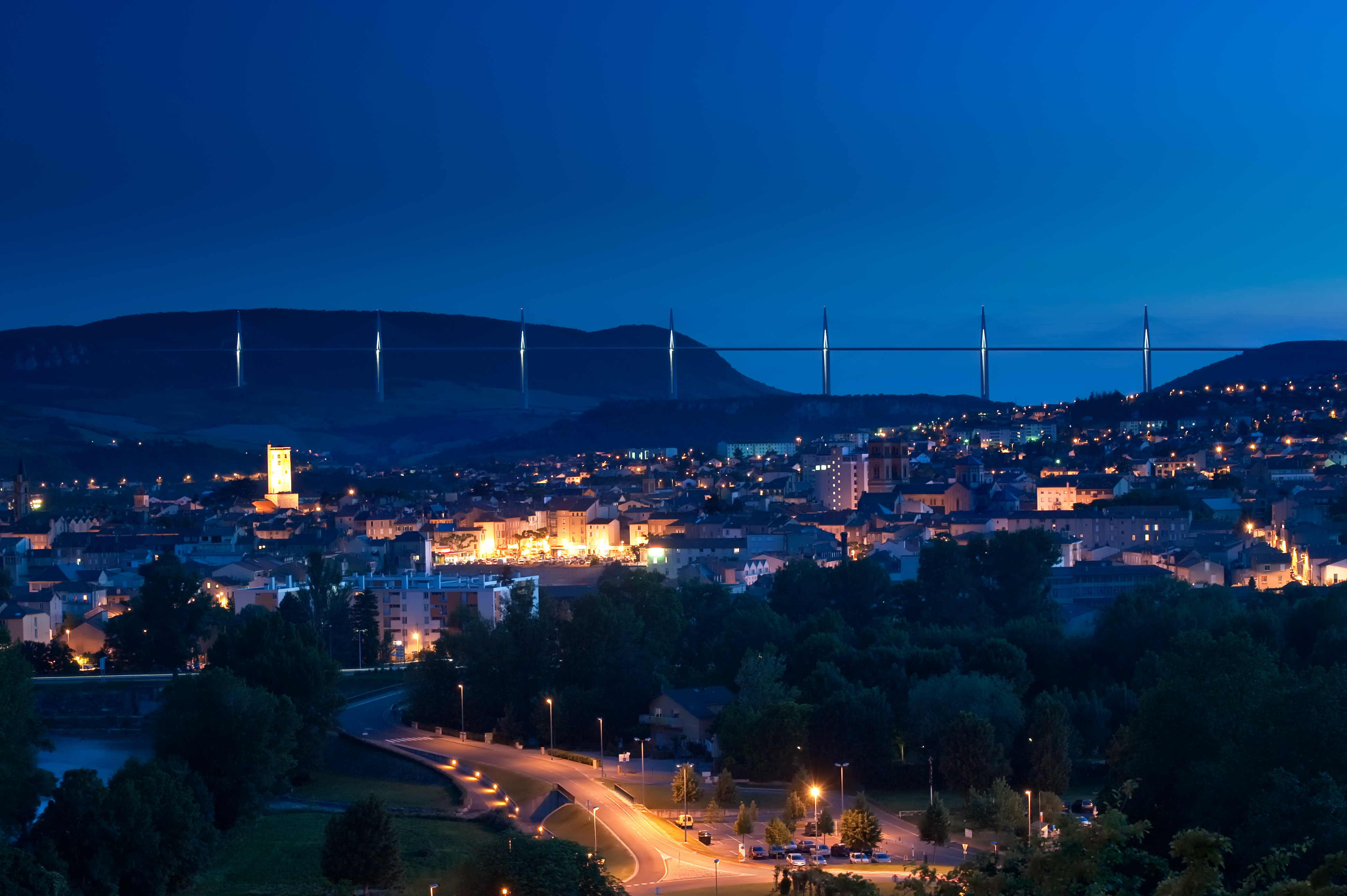
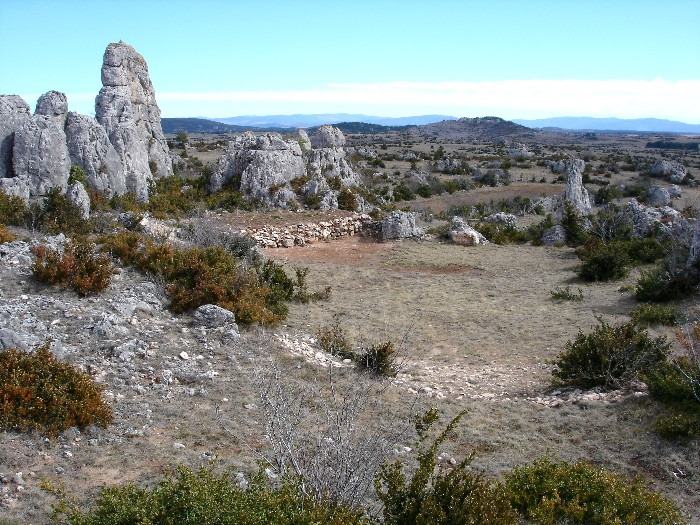
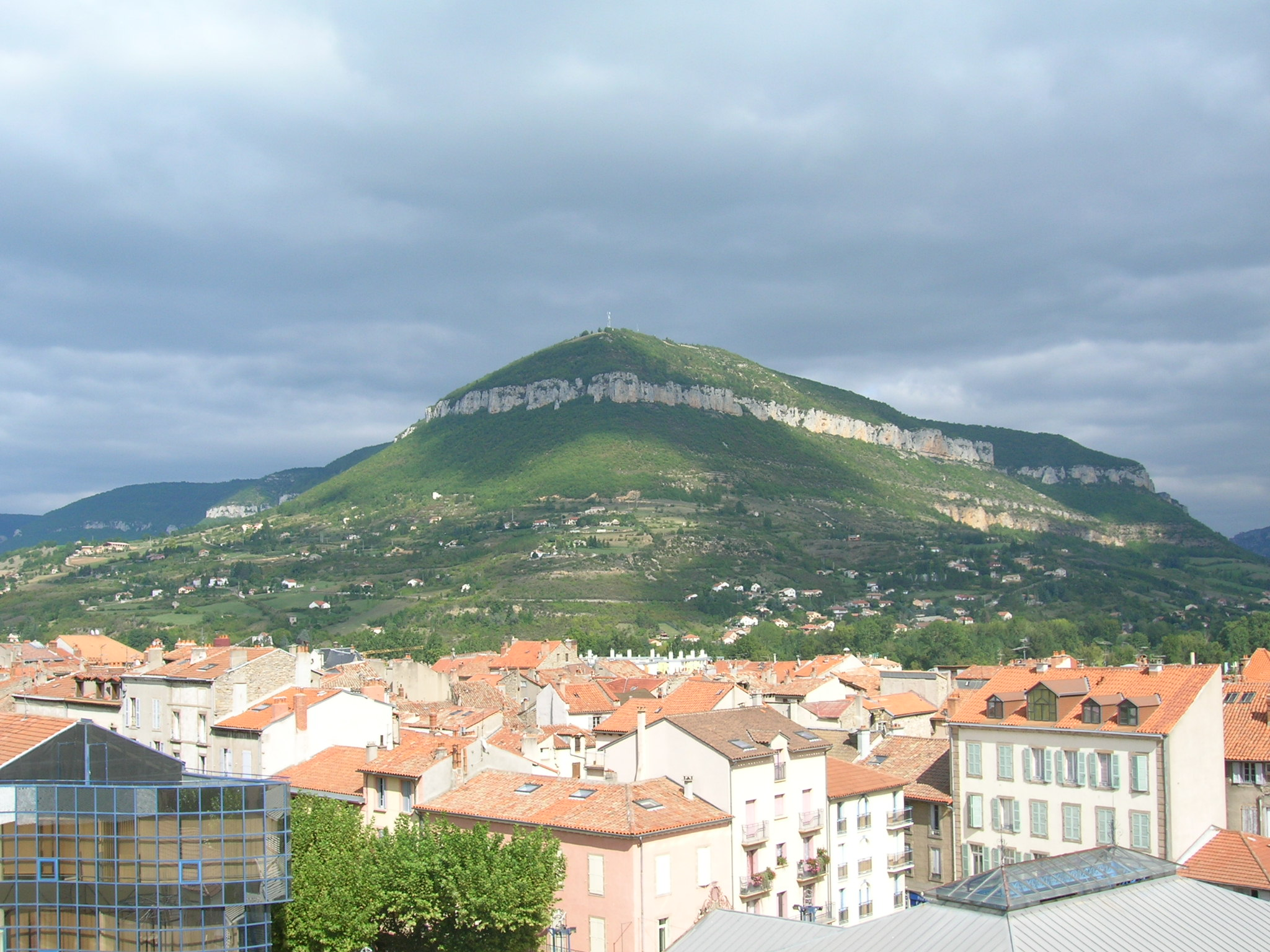
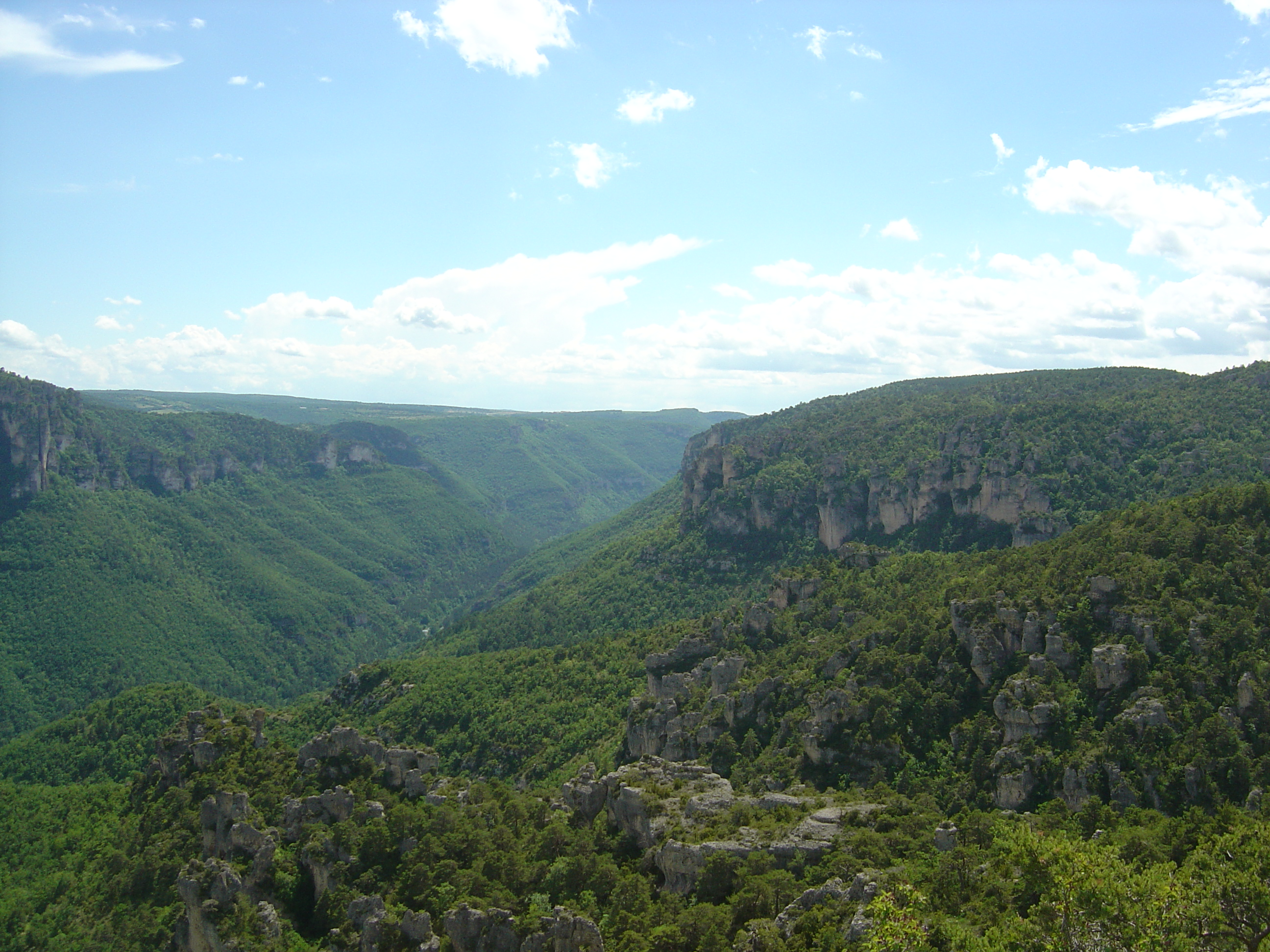
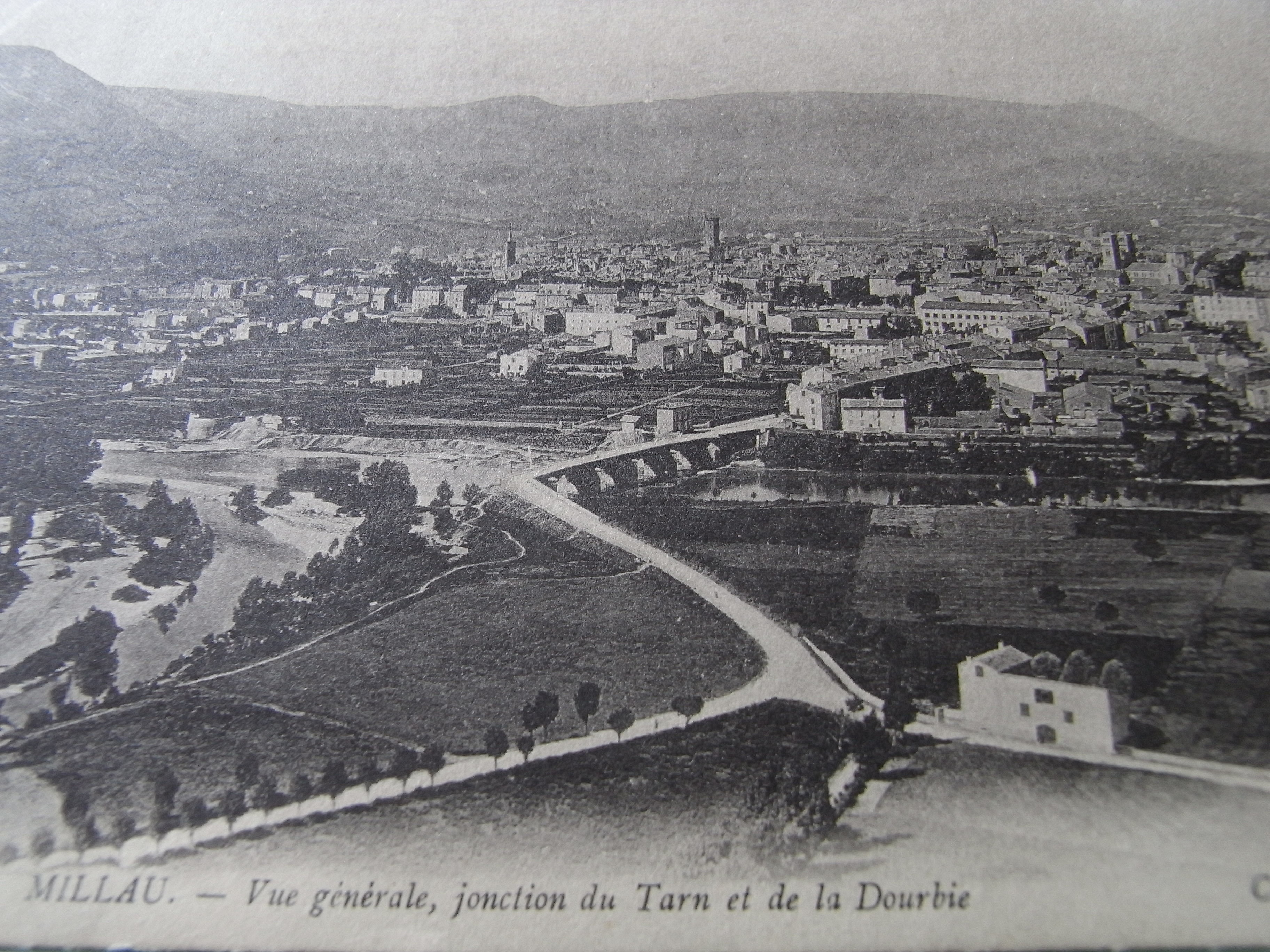
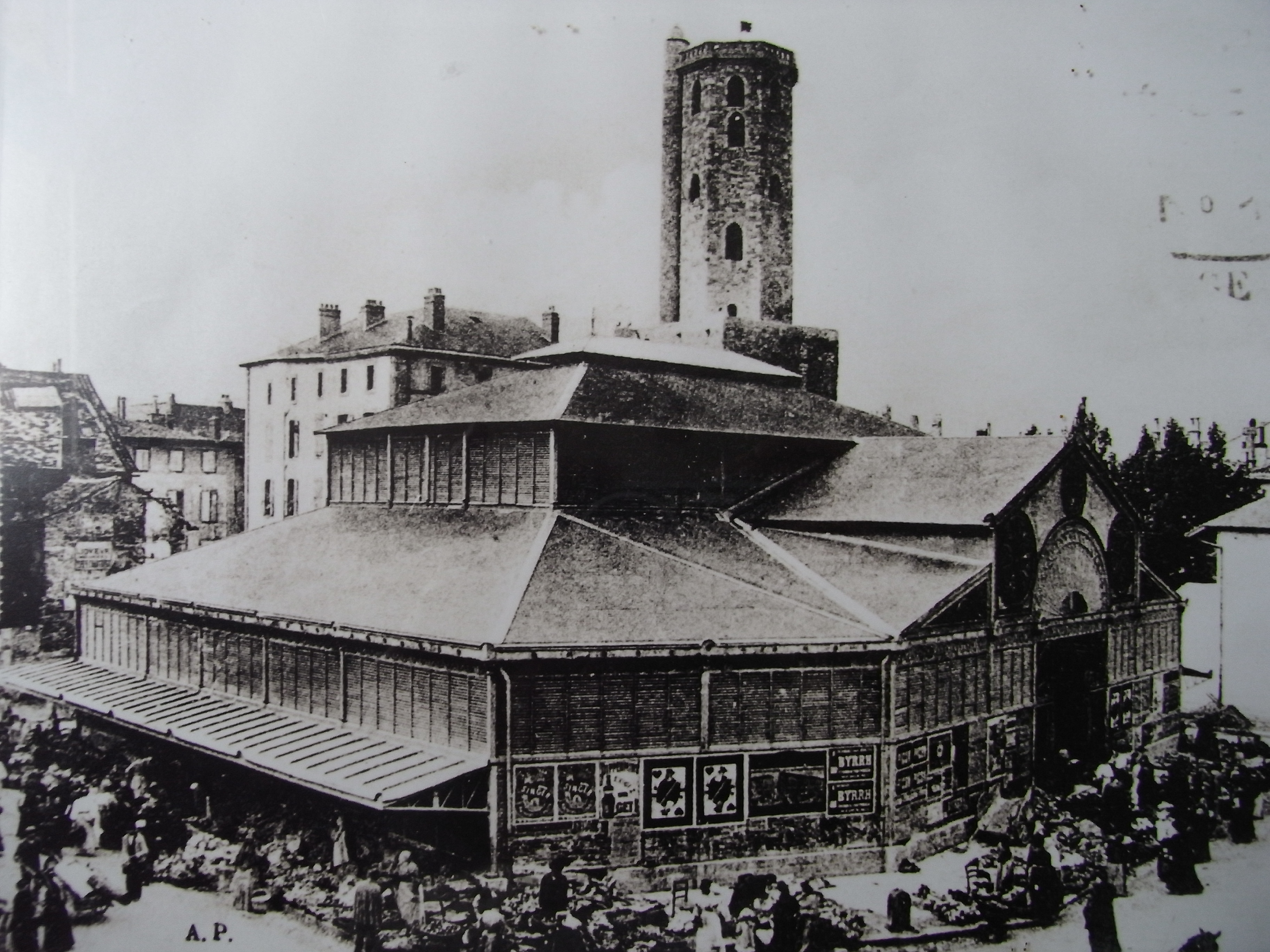
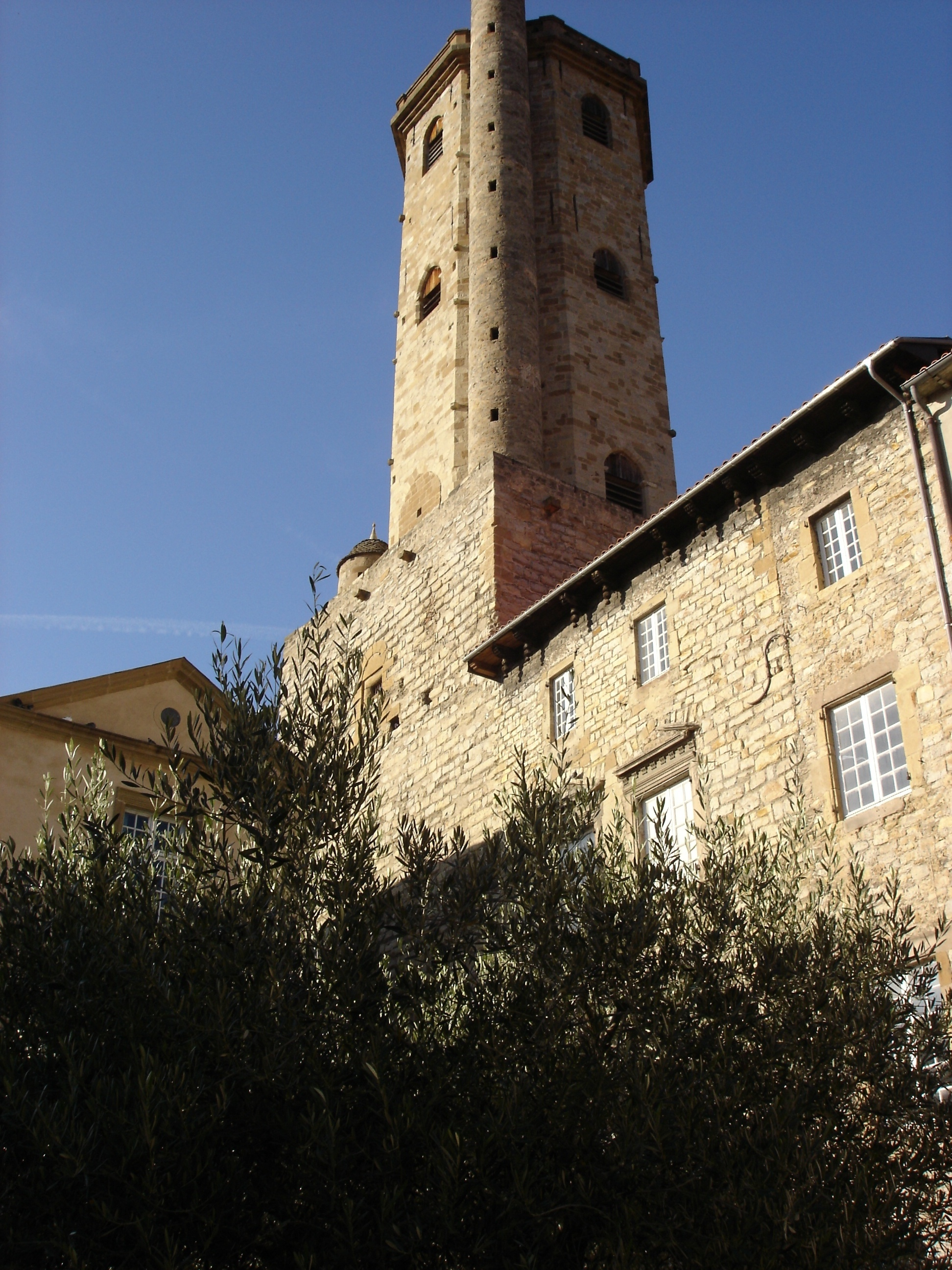
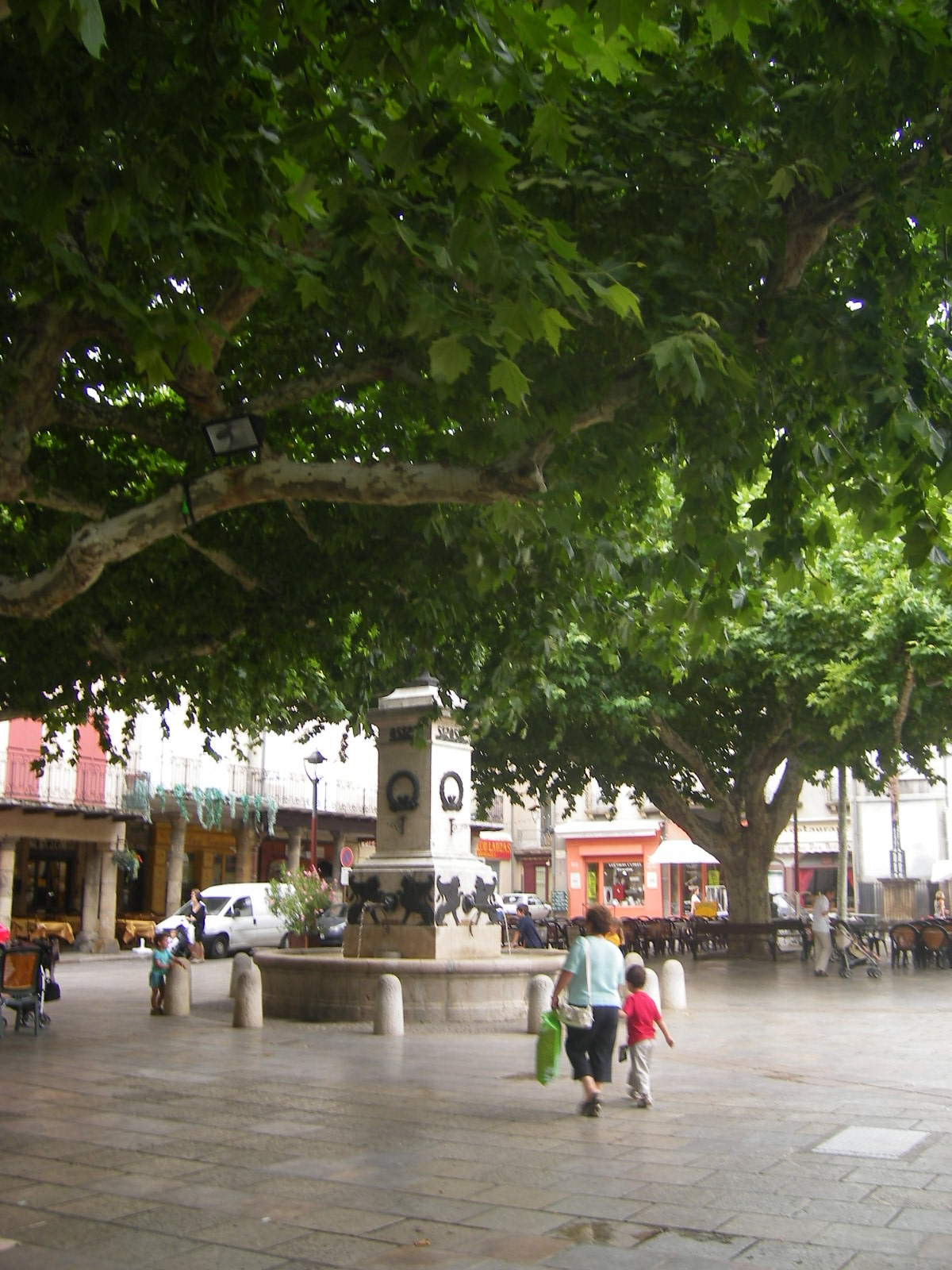
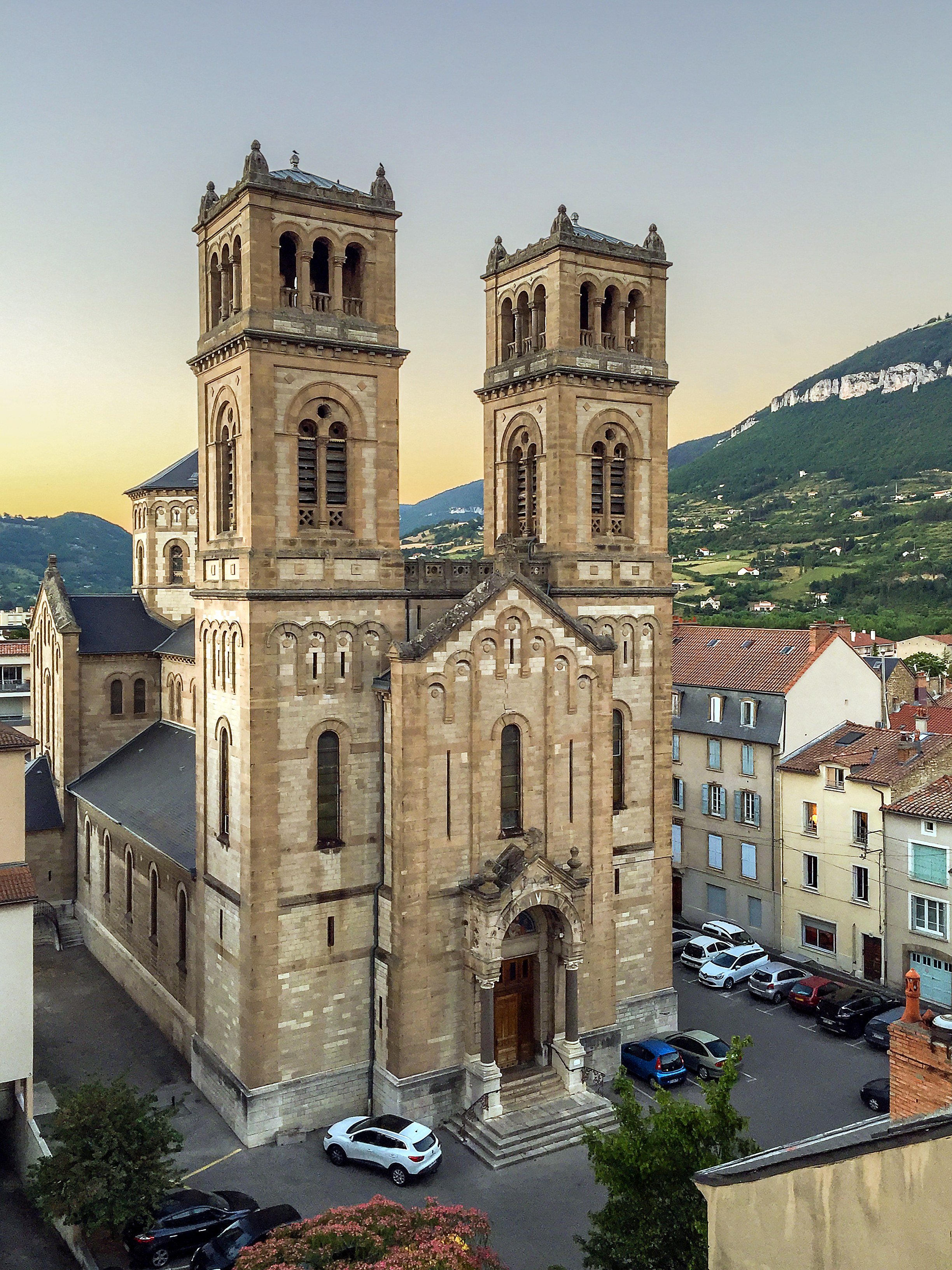
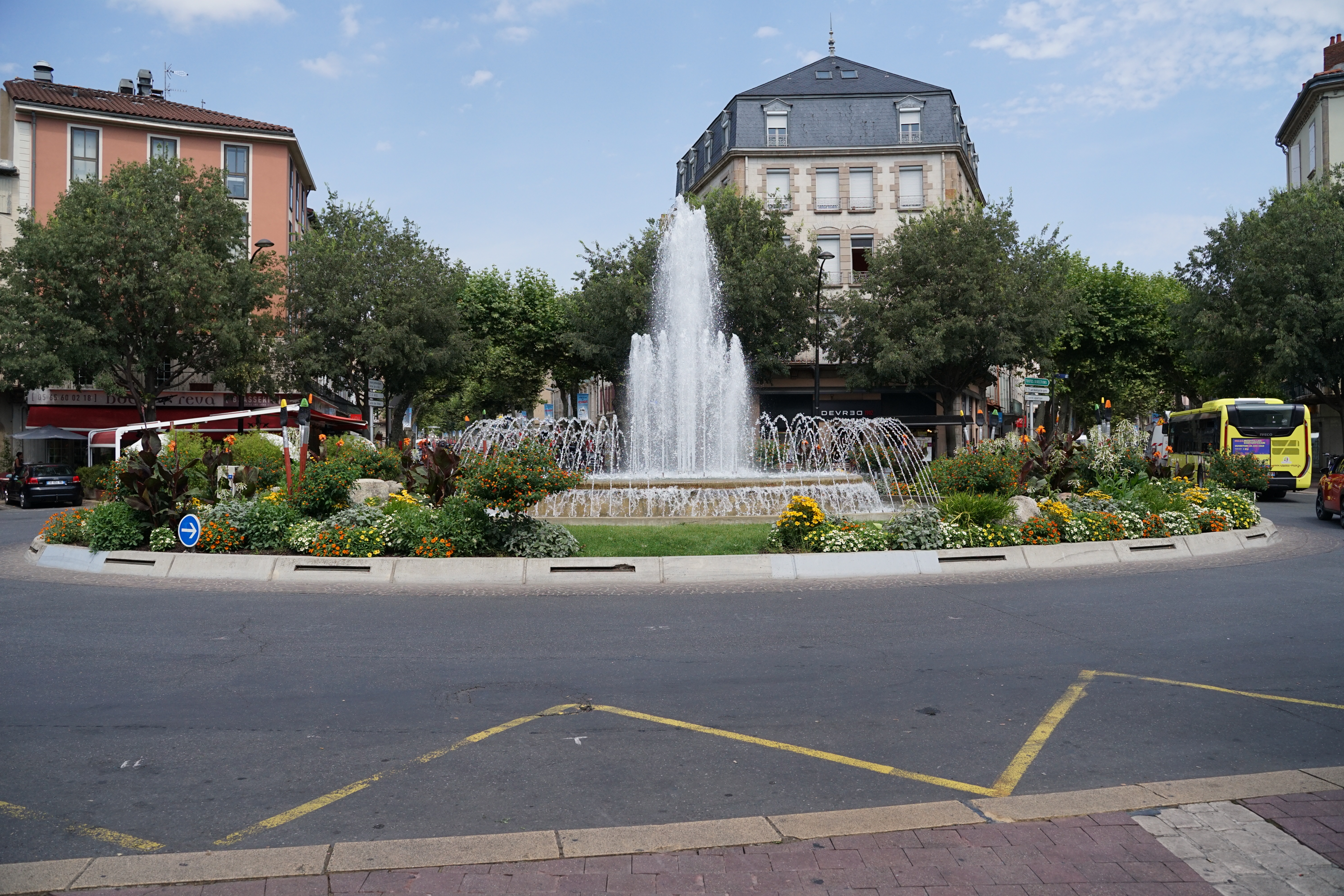

## Befolkningsutveckling
Antalet invånare i kommunen Millau
Referens: INSEE